# Мечука
Мечука (рум. Măciuca) — комуна у повіті Вилча в Румунії. До складу комуни входять такі села (дані про населення за 2002 рік):
- Бокша (240 осіб)
- Боторань (591 особа)
- Зевоєнь (259 осіб)
- Мелдерешть (70 осіб)
- Мечучень (178 осіб)
- Овеселу (180 осіб) — адміністративний центр комуни
- Попешть (384 особи)
- Чокенарі (241 особа)
- Штефенешть (66 осіб)

Комуна розташована на відстані 168 км на захід від Бухареста, 48 км на південний захід від Римніку-Вилчі, 50 км на північ від Крайови.

## Населення
За даними перепису населення 2002 року у комуні проживали 2209 осіб.
Національний склад населення комуни:
| Національність | Кількість осіб | Відсоток |
| -------------- | -------------- | -------- |
| румуни         | 2205           | 99,8%    |
| угорці         | 4              | 0,2%     |

Рідною мовою назвали:
| Мова      | Кількість осіб | Відсоток |
| --------- | -------------- | -------- |
| румунська | 2205           | 99,8%    |
| угорська  | 4              | 0,2%     |

Склад населення комуни за віросповіданням:
| Релігія       | Кількість осіб | Відсоток |
| ------------- | -------------- | -------- |
| православні   | 2199           | 99,5%    |
| римо-католики | 5              | 0,2%     |
| п'ятдесятники | 1              | < 0,1%   |

## Зовнішні посилання
- Дані про комуну Мечука на сайті Ghidul Primăriilor [Архівовано 29 листопада 2012 у Wayback Machine.]